# ガタカ
『ガタカ』（原題: Gattaca）は、1997年のアメリカ合衆国のSF映画。監督はアンドリュー・ニコル、出演はイーサン・ホーク、ユマ・サーマン、ジュード・ロウなど。
原題 "Gattaca" のクレジットで強調されるGとAとTとCは、DNAの基本塩基であるguanine（グアニン）、adenine（アデニン）、thymine（チミン）、cytosine（シトシン）の頭文字である。

## ストーリー
冒頭、次の言葉が紡がれる。
Consider God's handiwork, who can straighten what He hath made crooked?! ECCLESIASTES 7:13
（「神の御業を見よ。神が曲げたものを誰が直しえようか」旧約聖書『伝道の書』7章13節）
“I not only think that we will tamper with Mother Nature, I think Mother wants us to.” WILLARD GAYLIN
（「我々は母なる自然に手を加えようとするが、母もそれを望んでいると私は思う」（ウィラード・ゲイリン）
近未来、人類は人工授精と遺伝子操作により優れた知能・体力・外見を持った「適正者」と、自然妊娠で生まれた「不適正者」に分けられていた。「適正者」たちは教育課程や社会において「不適正者」よりも優位な存在であり、両者の間には社会レベルでも個人レベルでも大きな隔たりがあった。
ヴィンセント（イーサン・ホーク）は自然な生き方を求める両親によって「不適正者」として産まれたが、生まれつき虚弱体質であるというハンデを背負っていた。「不適正者」の生きづらさを実感した両親は、弟アントン（ローレン・ディーン）を「適正者」として誕生させる。ヴィンセントは子供のころから「適正者」の能力を目の当たりにし、弟を含めた「適正者」たちには勝つことができない。それでも、度胸試しを兼ねた弟との遠泳勝負には最後の一度だけ勝つことができた。そんな彼が小さな胸に抱いた夢は宇宙飛行士になることだったが、宇宙飛行士は「適正者」のみに許された仕事で、「不適正者」には夢のまた夢、なれる可能性など皆無であることを成長するにつれ実感していく。
大人になっても夢を諦めないヴィンセントは、最後の望みをかけてDNAブローカー（トニー・シャルーブ）に接触する。ブローカーの仲介で出会ったのは、事故によって脚の自由を失い選手生命を絶たれた「適正者」の元水泳選手ジェローム・モロー（ジュード・ロウ）だった。ヴィンセントはブローカーと契約し、違法な生体偽装をしてジェロームになりすますと、晴れて宇宙局「ガタカ」の局員となる。日常的に偽装用の生体ID（血液や指紋など）を提供するジェロームに対し、ヴィンセントは彼と共に暮らして生活を維持するのが交換条件だった。ヴィンセントは度々行われる生体認証をジェロームのDNAで切り抜け、必死の努力を重ねて「適正者」に劣らない結果を出し、その結果ついに念願のタイタン探査船の宇宙飛行士に選ばれた。月日を経てヴィンセントと親しくなったジェロームは、優れた「適正者」でありながら銀メダル止まりだった事に絶望して自殺しようとしたことを打ち明け、逆境を跳ね除けて夢を叶えるヴィンセントを称える。
探査船の出発が間近となったある日、ヴィンセントの上司が何者かによって殺されるという事件が起き、事件現場の近くから「不適正者」ヴィンセントのまつ毛が発見されてしまう。正体の発覚を恐れるヴィンセントだが、咄嗟の機転やジェロームの協力により警察の捜査をすり抜けていく。デートを重ねていた「適正者」の女性アイリーン・カッシーニ（ユマ・サーマン）には正体を知られてしまうも、被害者の眼球から唾液が見つかった局長のジョセフ（ゴア・ヴィダル）が殺害を自供したことで難を逃れる。しかし、ヴィンセントを追うことを諦めない捜査官は彼と対面すると、弟のアントンであることを明かして兄を匿おうとする。ヴィンセントがそれを断ると、アントンは度胸試しの遠泳勝負を持ち掛けて諦めさせようとするが、勝利したのはヴィンセントだった。
出発当日の朝、ジェロームは大量のサンプルをヴィンセントに見せて「旅に出る」と告げ、互いに感謝の言葉を掛け合う。「ガタカ」に向かい船に乗り込もうとするヴィンセントだが、直前に抜き打ちで生体IDの提出を要求される。手元にジェロームの生体IDがないヴィンセントは諦めの言葉を口にするが、検査官のレイマー医師（ザンダー・バークレー）は「息子が君の大ファンだ」と語り掛けた後、息子の遺伝子に問題があることを打ち明ける。レイマー医師はヴィンセントの検査結果をジェロームの物に書き換えると、「遅れるぞ、ヴィンセント」と言って彼を見送る。ヴィンセントは探査船に乗り込み、宇宙へ旅立っていく。
ロケットが打ち上げられる頃、ジェロームはある狭い空間に入っていた。彼は水泳選手時代に獲得した銀メダルを首にかけると扉をロックする。そこは自宅の焼却炉であり、ジェロームの体を炎が包んでいく。宇宙に出たヴィンセントがジェロームから渡されていた手紙を開くと、そこには彼の遺髪が入っていた。

## 登場人物
ヴィンセント・アントン・フリーマン（Vincent Anton Freeman）
不適正者として生まれたが、宇宙飛行士の夢を捨てきれず、努力を重ねてゆく。自然出生のため、生まれつき心臓が弱く30歳までの寿命と宣告されている。
アイリーン・カッシーニ（Irene Cassini）
ヴィンセントの正体を知らずに愛を寄せる、同僚。
ジェローム・ユージーン・モロー（Jerome Eugene Morrow）
適正者だが海外で事故に遭い歩けなくなる。ヴィンセントに身分証明用の血液等を提供する。
アントン・フリーマン（Anton Freeman）
ヴィンセントの弟。適正者。
レイマー（Lamar）
ガタカ航空宇宙局で身分鑑定を行う医師。

## キャスト
| 役名                               | 俳優                       | 日本語吹替                   | 日本語吹替 |
| 役名                               | 俳優                       | VHS・DVD版                   | BD版       |
| ---------------------------------- | -------------------------- | ---------------------------- | ---------- |
| ヴィンセント・アントン・フリーマン | イーサン・ホーク           | 宮本充                       | 宮本充     |
| アイリーン・カッシーニ             | ユマ・サーマン             | 田中敦子                     | 田中敦子   |
| ジェローム・ユージーン・モロー     | ジュード・ロウ             | 井上倫宏                     | 井上倫宏   |
| アントン・フリーマン               | ローレン・ディーン         | 後藤敦                       | 後藤敦     |
| ジョセフ（ガタカ航空宇宙局長）     | ゴア・ヴィダル             | 阪脩                         | 稲垣隆史   |
| ヒューゴ・コールドスプリング捜査官 | アラン・アーキン           | 山野史人                     | 水野龍司   |
| シーザー（清掃課長）               | アーネスト・ボーグナイン   | 藤本譲                       | 木村雅史   |
| レイマー医師                       | ザンダー・バークレー       | 仲野裕                       | 仲野裕     |
| 遺伝学者                           | ブレア・アンダーウッド     | 立木文彦                     | 最上嗣生   |
| ジャーマン（ユージーンとの仲介人） | トニー・シャルーブ         | 千田光男                     |            |
| マリー（ヴィンセントの母）         | ジェイン・ブルック         | 宮寺智子                     |            |
| アントニオ（ヴィンセントの父）     | イライアス・コティーズ     | 小室正幸                     | 髙階俊嗣   |
| ヴィンセント（幼児期）             | メイソン・ギャンブル       |                              |            |
| アントン（幼児期）                 | ヴィンセント・ネルソン     |                              | 浅野まゆみ |
| ヴィンセント（児童期）             | チャッド・クリスト         |                              |            |
| アントン（児童期）                 | ウィリアム・リー・スコット |                              |            |
| 看護師長                           | ウナ・デーモン             |                              | 弓場沙織   |
| 巡回警官                           | ディーン・ノリス           |                              | 白熊寛嗣   |
| その他                             | N/A                        | 定岡小百合 紗ゆり 浅野まゆみ |            |
|                                    |                            |                              |            |
| 演出                               | 演出                       | 清水洋史                     |            |
| 翻訳                               | 翻訳                       | 岸田恵子                     |            |
| 調整                               | 調整                       | 荒井孝                       |            |
| プロデュース                       | プロデュース               | 吉岡美惠子                   |            |
| 制作担当                           | 制作担当                   | 神部宗之 稲毛弘之            |            |
| 制作                               | 制作                       | 東北新社                     |            |

## 評価
- 音楽を担当したマイケル・ナイマンは、1998年のゴールデングローブ賞の最優秀映画音楽賞にノミネートされた。
- 1997年アカデミー賞のアートディレクションにノミネートされた。
- 2011年、NASAにより「現実的なSF映画」1位に選ばれた。

## 登場する自動車
- ヴィンセントが通勤に使用している自動車 - スチュードベーカー・アヴァンティ1963年型
- アイリーンが乗っている自動車 - シトロエンDS19カブリオレ1965年型のオープンカー
- ヴィンセントの両親が愛し合っている自動車 - ビュイック・リヴィエラ1971年型。
- アントンが乗っている警察車両 - ローバー・P61970年型。

## 主なロケ地
- ガタカ社の社屋は、フランク・ロイド・ライトが設計したカリフォルニア州マリン郡のシビックセンター（英語版）である。
- ヴィンセントとアイリーンがデートの後、司法省職員らの検問を受けるトンネルは、ロサンゼルスのダウンタウンにある2nd Street Tunnelである。
- ヴィンセントとアイリーンが歩きながら互いの身の上を話す場所は、セプルベダ・ダム（英語版）。アメリカ陸軍工兵司令部が所有するロサンゼルスのダムである。
- 12本指のピアニストがリサイタルを催すのは、ロサンゼルス市庁舎。
- アイリーンがジェロームの髪の毛で遺伝子情報をチェックする場所は、カリフォルニア州の屋内競技場ザ・フォーラム。

## 備考
- アンドリュー・ニコルが製作会社のジャージーフィルムにガタカの構想をプレゼンした際、建造物、衣装、年図などをイラストをしたためた分厚いノートを持参し、ダニー・デヴィートらプロデューサー陣を驚愕させた。「未来を一から構築し、デザインできないなら、過去や現在の優れた部分を拝借し、未来に持ち込む方が良い」とニコルは考えていた。ガタカ社のコンピュータルームとメモリアルホールには、帝国ホテルを設計したフランク・ロイド・ライトの最後のビル、マリン郡シヴィックセンターが採用された。ヴィンセントとアイリーンが朝日を迎える美しい場面は、モハーベ砂漠近郊のボロンKJCソーラーファームで撮影された。
- ジェロームが自分をユージーンと呼んでほしい、というが、ギリシャ語でeuは「良い」でgeneは「生まれ」という意味で、「良い遺伝子」という現代的な意味になる。「優生学」はeugenicsという。
- 衣裳を担当したのはアカデミー賞受賞デザイナーのコリーン・アトウッドである。作品のコンセプトである「いいものが残っている未来」に相応しいクラシカルなスーツを登場人物に当てはめている。
- ユージーンが部屋でゴム手袋（風船）を膨らませているシーンに流れるのはスタン・ゲッツの「First song（for Ruth）」である。

## テレビドラマ
2023年3月、Showtimeが本作品をテレビシリーズとして制作する事を発表したが、同年6月30日に取り止めとなった。Paramount+との経営統合に伴い、既存作品とのフランチャイズ化に重点を置く方針を決めた事による。